# Gustav Wilhelm Richard Sorge
Gustav Wilhelm Richard Sorge (* 6. April 1852 in Wettin; † 1. Dezember 1907 in Lankwitz) war ein deutscher Technologe.

## Leben
Als Sohn eines Chirurgen, der in Schilda praktizierte, spezialisierte er sich in Wettin auf dem Gebiet des Steinkohlenbergbaus. Dabei untersuchte er sorgfältig die bergbautechnischen Bedingungen einschließlich der Fördertechnik. Weitere Einzelheiten entnahm er der Bibliothek des Bergamtes Wettin.
Da er zu der Überzeugung gekommen war, dass die Aussichten der Kohleförderung bei der Steinkohlengrube Wettin nicht gut waren, wechselte er auf das Gebiet der Erdölförderung und eignete sich bei einem mehrjährigen Aufenthalt in den USA die notwendigen Kenntnisse an. 

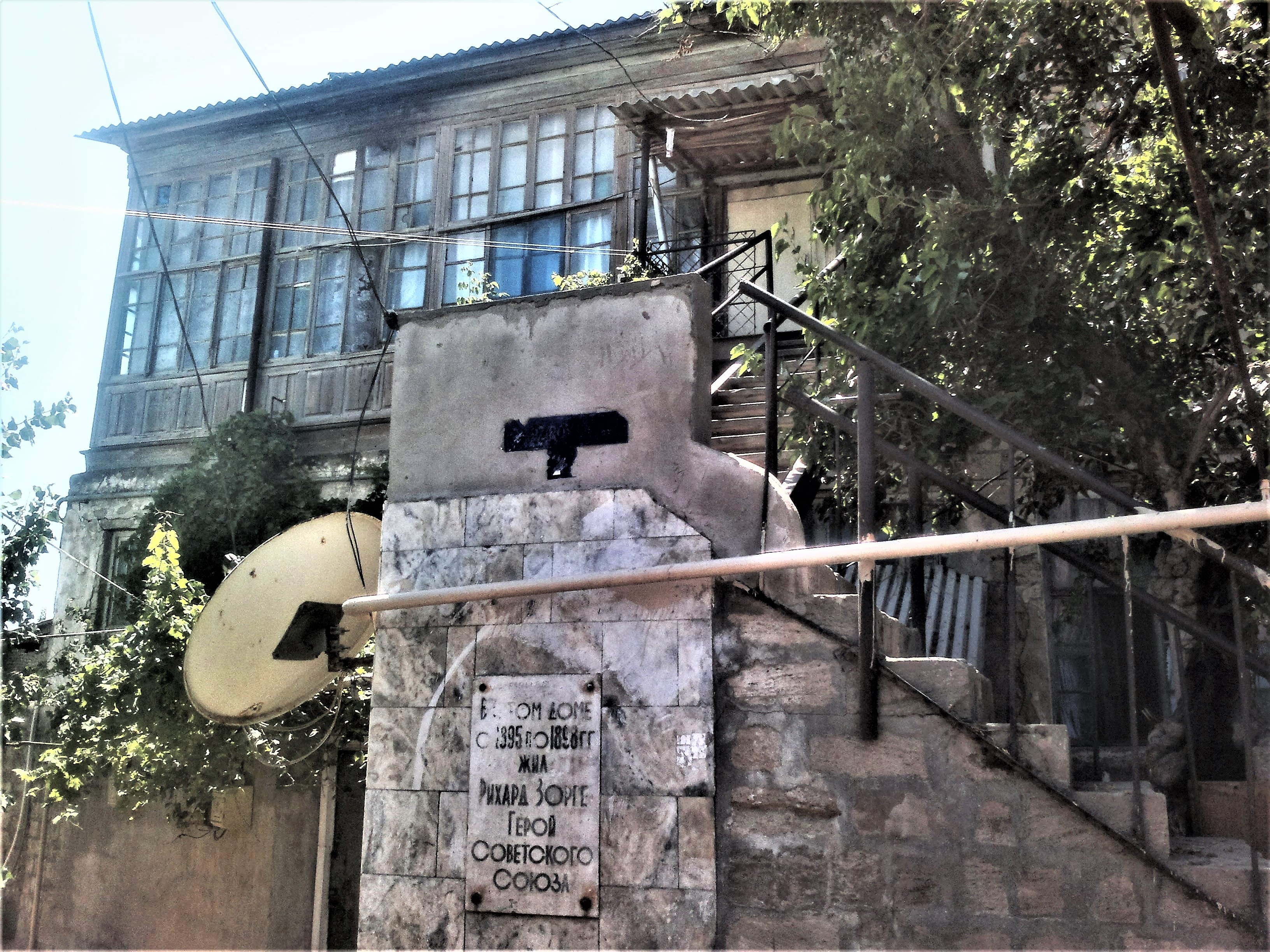
Wohnhaus der Familie Sorge von 1895 bis 1898 in Baku (Sabunçu) mit Gedenktafel für Richard Sorge

Von dort reiste er 1877 zu den Erdölfeldern bei Baku, um für die Maschinenfabrik Otto Lenz in Sabuntschi eine Werkstatt für Bohrtechnik einzurichten, wobei er sich auf den Bereich der Tiefbohrtechnik und der dazu benötigten industriellen Anlagen konzentrierte. 1881 gründete er eine eigene Firma unter seinem Namen. Diese arbeitete in Folge nicht nur für die Deutsche Petroleum-Aktiengesellschaft (DPAG), sondern auch für die Kaukasische Öl-Kompanie des Nobelkonzerns.
Für das Kasbek-Syndikat in Grosny nahm er Aufträge für die Ölfelder Kusmin und Maljawkin an. Für die rumänische Gesellschaft Steaua Română arbeitete er auf dem Ölfeld Câmpina in Rumänien. Im Laufe der Jahre hatte er sich zu einem anerkannten Spezialisten für die drei Arten der Fördertechnik in der Erdölindustrie entwickelt: dem Pump-, Schöpf- und Pressluftbetrieb. Darüber veröffentlichte er einige Arbeiten und referierte auf internationalen Versammlungen der Ingenieure für Bohrtechniken. 
Der verwitwete Sorge heiratete die in Baku am 20. April 1867 in einer Arbeiterfamilie geborene Nina Semjonowna Kobelewa und wurde Vater von Richard Sorge (1895–1944).
Da sich seine Gesundheit verschlechtert hatte, zog die Familie 1898 nach Berlin-Lankwitz; dort arbeitete er  als Direktor für die Disconto-Gesellschaft, die die Deutsch-Russische Naphta-Gesellschaft gegründet hatte. 1900 erstellte er für diese ein Gutachten über die rumänische Erdölindustrie.

## Schriften
- Tiefbohrtechnische Studien über Ölgruben-Betrieb und Spülbohrung. Berlin, 1908.
- The Theory of the Movement of the Flushing Streams in Bore Holes (Die Theorie der Bewegung des Spülstroms in Bohrlöchern). In: The Engineering Index Annual of the American Society of Mechanical Engineers 1969.

## Referenzen
- Julius Mader: Dr.-Sorge-Report. Ein Dokumentarbericht über Kundschafter des Friedens mit ausgewählten Artikeln von Richard Sorge. Militärverlag der DDR, Berlin 1986.
- Frederick W. Deakin, George R. Storry: Richard Sorge. Die Geschichte eines großen Doppelspiels („The case of Richard Sorge“). Piper, München 1966.
- Joachim Mai: Das deutsche Kapital in Russland, 1850-1894. Deutscher Verlag der Wissenschaft, Berlin 1970 (teilweise Habilitation, Universität Greifswald 1969).
- Jahrbuch für Wirtschaftsgeschichte. Akademie-Verlag, Berlin 1960.